# モラヴィツァ郡

モラヴィツァ郡
Моравички округ
Moravički okrug

モラヴィツァ郡（モラヴィツァぐん、セルビア語:Моравички округ / Moravički okrug）は、セルビアの郡。中心地はチャチャク。2022年の国勢調査による人口は189,281人である。

## 基礎自治体
郡には4つの基礎自治体がある。
- ゴルニ・ミラノヴァツ（Gornji Milanovac）
- チャチャク（Čačak）
- ルチャニ（Lučani）
- イヴァニツァ（Ivanjica）

## 人口
2002年の国勢調査による民族別の人口構成は次の通りである。
- セルビア人 = 220,880
- ロマ = 572
- ユーゴスラビア人 = 510
- マケドニア人 = 198
- クロアチア人 = 172
- その他

## 文化
チャチャクの文化的遺産で特筆すべきものとして、修道院や聖堂などの宗教建築物がある。オヴチャルスコ＝カブラルスカ渓谷（Ovčarsko-Kablarska）は、「セルビアのアトス」とも称される。その幾つかは、ネマニッチ家（Nemanjić）、ラザレヴィッチ家（Lazarević）、ブランコヴィッチ家（Branković）などの中世セルビアの領主たちの時代に建てられたものである。
ルチャニ市のグチャでは、毎年ドラガチェヴォの集いが開かれる。これは世界最大規模のトランペット、ブラスバンドの音楽祭である。

## 経済
チャチャクはセルビアの主要な経済拠点のひとつである。チャチャクの経済の多くを占めるのは製造業である。その中でも、金属加工（スロボダ Slobodaとツェル Cer）、製紙、化学が主である。